# Thomas Bornhauser

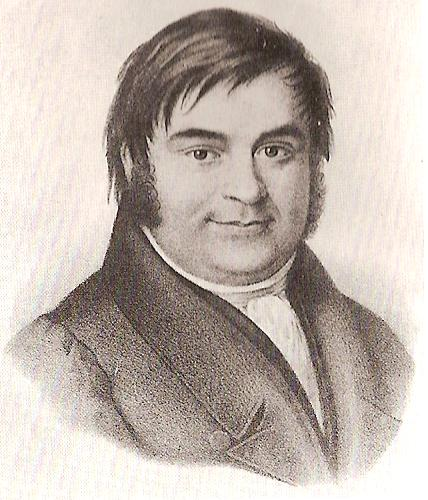
Thomas Bornhauser in einer Lithographie von Hans Hasler

Hans Thomas Bornhauser (* 26. Mai 1799 in Weinfelden; † 9. März 1856 in Müllheim) war ein Schweizer Pfarrer, Publizist und Volksschriftsteller.

## Leben
Bornhauser studierte in Zürich, wurde erst Provisor (Verweser) in Weinfelden, dann 1824 Pfarrer in Matzingen, 1831 Pfarrer in Arbon und schliesslich 1851 Pfarrer in Müllheim.
Als Publizist hatte er viel Erfolg mit seinem als Volksstück beliebt gewordenen Trauerspiel Gemma von Arth (1828), und seine politischen Artikel in der liberalen Appenzeller Zeitung fanden grosse Beachtung. Nach der französischen Julirevolution löste er mit der Schrift Über die Verbesserung der thurgauischen Staatsverfassung eine Volksbewegung aus, die auch auf andere Kantone übergriff. Zusammen mit Joachim Leonz Eder und Johannes Keller arbeitete er in der Folge den Entwurf einer neuen liberalen thurgauischen Verfassung aus.
Nachdem Bornhauser 1831 Präsident des Thurgauer Verfassungsrates war, wurde er 1833 erneut in den Grossen Rat (Kantonsparlament) gewählt, wo er 1835 die Aufhebung der thurgauischen Klöster bewirkte.
Er ruht an der Südseite der evangelischen Kirche in Müllheim.

## Werke
- Andreas Schweizerbart, St. Gallen 4. Auflage 1834 (Volksschrift für eine Verbesserung der Bundesverfassung)
- Hans Waldmann, Trauerspiel
- Gemma von Arth, Trauerspiel
- Lieder, Trogen 1832
- Heinz von Stein, Epos, Zürich 1836
- Rudolf von Werdenberg im Freiheitskampf der Appenzeller, Epos, Frauenfeld 1853
- Ida von Tockenburg, Roman, Zürich 1838 (Digitalisat)
- Herzog Johann, Roman, St. Gallen 1846